# Eburia quadrigeminata
Eburia quadrigeminata là một loài bọ cánh cứng trong họ Cerambycidae.